# Щетнік Ірина Сергіївна
Ірина Сергіївна Щетнік (нар. 31 жовтня 1999) — українська спортсменка, що спеціалізується на стрільбі з пневматичної гвинтівки, чемпіонка Європи, чемпіонка світу, дворазова бронзова призерка Паралімпійських ігор. Майстер спорту міжнародного класу. Представляє Одеську область.

## Біографія
Тренується у секції Одеського обласного центру «Інваспорт». Тренер — Ірина Виноградова.
Була визнана найкращою спортсменкою 2020 року в Одеській області.
У 2021 році отримала звання майстра спорту України міжнародного класу.
Вивчає французьку філологію в Одеському національному університеті імені І. І. Мечникова.

## Участь в міжнародних змаганнях
- Паралімпійський чемпіонат світу зі стрільби 2019 (Сідней, Австралія)
  - 1 місце — Змішана 10 метрів, пневматична гвинтівка стоячи SH1 — команда; 493,8
  - 2 місце — Жіноча пневматична гвинтівка 10 метрів, стоячи SH1; 247,1
  - 5 місце — Змішана 50 метрів, гвинтівка, лежачи SH1; 184,7
  - 6 місце — Змішана 10 метрів, пневматична гвинтівка, лежачи SH1; 168,0
  - 6 місце — жіноча гвинтівка 50 метрів, 3 позиції SH1; 406,7

- Паралімпійський чемпіонат світу зі стрільби 2018 (Чонджу, Південна Корея)
  - 3 місце — Жіноча пневматична гвинтівка 10 метрів, стоячи SH1; 225,2
  - 6 місце — жіноча гвинтівка 50 метрів, 3 позиції SH1; 406,9
  - 17 місце — Змішана 50 метрів, гвинтівка, лежачи SH1; 612,7
  - 24 місце — Змішана 10 метрів, пневматична гвинтівка, лежачи SH1; 628,0

- Паралімпійський чемпіонат Європи зі стрільби 2018 (Белград, Сербія)
  - 1 місце — Жіноча пневматична гвинтівка 10 м, стоячи SH1; 249,6
  - 9 місце — змішана 10 метрів пневматична гвинтівка лежачи SH1; 630,0